# Новите цветове на Южна Африка
„Новите цветове на Южна Африка“ е български игрален филм от 1994 година на режисьора Елена Йончева.

## Актьорски състав
Не е налична информация за актьорския състав.